# Durchgangsstraße IV
Durchgangsstraße IV (abgekürzt DG IV oder Dg. 4, auch bekannt als Rollbahn Süd oder Straße der SS) war die Bezeichnung für eine 2175 km lange Fernverkehrsstrecke, die nach dem deutschen Überfall auf die Sowjetunion von Berlin durch die besetzten Gebiete der Sowjetunion bis in den Kaukasus führen sollte. Als Hauptnachschublinie für die Heeresgruppe Süd war der Ausbau der Durchgangsstraße von zentraler strategischer Bedeutung.

## Verlauf
Die DG IV führte wie eine Teilstrecke der heutigen Europastraße 40 von Breslau über Kattowitz, Przemyśl, Tarnopol, Lemberg, Winnitza, Dnjepropetrowsk und Kirowograd bis nach Stalino (Donezk). Sie sollte später über Taganrog in den Kaukasus führen. Die ukrainische Fernstraße M 12 nutzt den Streckenverlauf der vormaligen DG IV.

## Bau

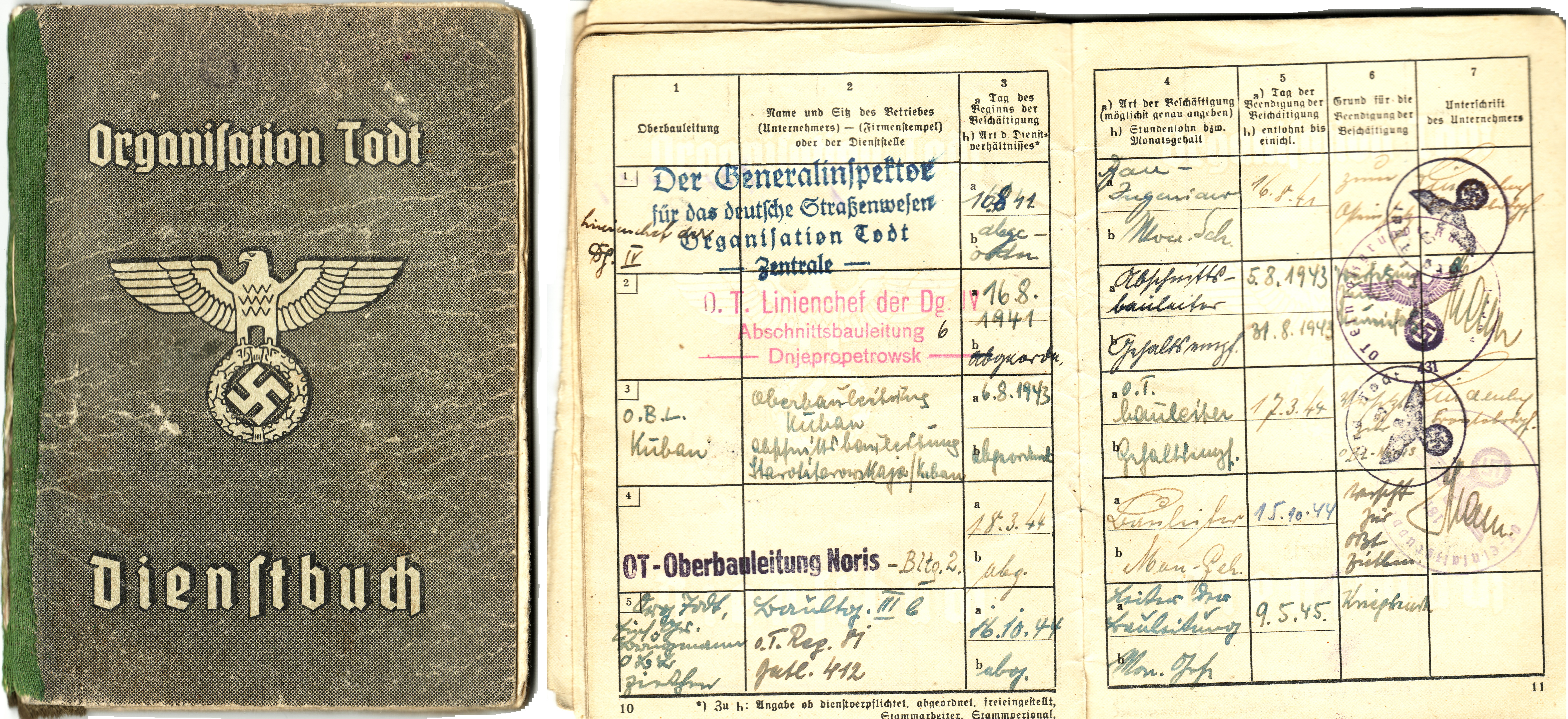
Dienstbuch eines Bauingenieurs mit Auszug aus den Einsatzstellen in der Einsatzgruppe „Rußland-Süd“

Die Bauleitung oblag der Organisation Todt, die private Firmen mit der Durchführung beauftragte. Als Arbeitskräfte waren zunächst sowjetische Kriegsgefangene vorgesehen, bald nach Beginn der Arbeiten im Sommer 1941 wurden aber auch Zwangsarbeiter, vor allem jüdische Einwohner Galiziens, herangezogen.
Zur Sicherung der Strecke und zur Bewachung der Zwangsarbeiter richtete der Höhere SS- und Polizeiführer „Rußland-Süd“ ein eigenes Kommando für die DG IV ein. Einheiten der Ordnungspolizei und sogenannte Schutzmannschaften, bestehend aus lettischen, litauischen und ukrainischen Hilfspolizisten, wurden dafür abkommandiert. Entlang der Strecke wurden zahlreiche kleinere und größere Zwangsarbeitslager errichtet, die der Kontrolle der SS unterlagen. Die DG IV war Bestandteil des Programms Vernichtung durch Arbeit; mehr als 25.000 jüdische Zwangsarbeiter wurden zwischen 1942 und 1944 im Bereich der Streckenführung ermordet. Dort kamen auch die Eltern des Lyrikers Paul Celan ums Leben.
Auf dem Abschnitt zwischen Gaissin und Uman kam die Bewachung der Zwangsarbeitslager der SS-Bauabschnittsleitung von Gaissin zu. Vorsteher dieser SS-Bauabschnittsleitung von Mai bis Oktober 1942 war der SS-Hauptsturmführer Franz Christoffel, anschließend bis April 1943 der SS-Untersturmführer Oskar Friese. Christoffel und Friese gehören mit SS-Obersturmbannführer Bernhard Maaß zu den „Hauptakteuren der Ausrottung“ der Juden am Abschnitt von Gaissin.
Auf dem Abschnitt östlich von Lemberg existierten mehrere Arbeitslager, darunter ein Lager in Kurowice, zeitweise unter dem Kommando von SS-Unterscharführer Ernst Epple. Über die Arbeits- und Lagerbedingungen und die dort begangenen Grausamkeiten und Verbrechen der Lagermannschaften legte Eliyahu Yones als Überlebender 1954 Zeugnis ab.

## Juristische Aufarbeitung nach 1945

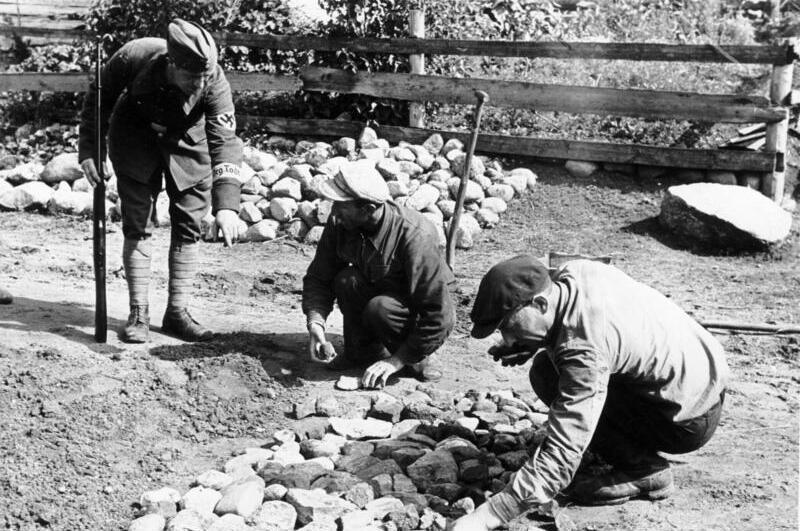
Bewaffneter der Organisation Todt beaufsichtigt zwei jüdische Zwangsarbeiter beim Straßenbau bei Grodno in Weißrussland, nicht DG IV (1941).

Ab den 1960er Jahren ermittelte die Zentrale Stelle der Landesjustizverwaltungen zur Aufklärung nationalsozialistischer Verbrechen in Ludwigsburg 70 Beschuldigte, von denen in 39 Fällen der Aufenthaltsort ausfindig gemacht werden konnte. Die Staatsanwaltschaft Lübeck bereitete 1967 einen Prozess beim Landgericht Itzehoe vor, für den 1.500 Zeugen verhört (davon 100 überlebende Juden in Israel) und 39 Beschuldigte ermittelt wurden, einer davon war Christoffels Stellvertreter Oskar Friese. Christoffel war zu diesem Zeitpunkt bereits verstorben. Den Anstoß dafür gab der autobiographische Bericht des Malers Arnold Daghani. Gegen 10 weitere Personen führten ab 1970 verschiedene Staatsanwaltschaften die Verfahren weiter. Die Ermittlungen gegen die Hauptverantwortlichen wurden eingestellt. Der Leiter des Lagers in Michailowka, in dem die Dichterin Selma Meerbaum-Eisinger ums Leben kam, war der SS-Unterscharführer Walter Mintel.